# ابو شیطانا
ابو شیطانا در عربستان سعودی است که در al madinah province واقع شده‌است.